# هيرمان جاكوب بينغ
هيرمان جاكوب بينغ (بالدنماركية: Herman Bing)‏ هو شخصية أعمال دنماركي، ولد في مارس 1776 في أمستردام في هولندا، وتوفي في 10 مارس 1844.